# Scopula rhodocraspeda
Scopula rhodocraspeda là một loài bướm đêm trong họ Geometridae.